# Robert Hedin
Robert Hedin, född 2 februari 1966 i Ystad, är en svensk handbollstränare och före detta handbollsspelare (vänsternia).
Hedin spelade 195 landskamper och gjorde 335 mål för Sveriges landslag, mellan åren 1988 och 1998. Från 2008 till 2014 var han förbundskapten för Norges herrlandslag. Sedan 2018 är han förbundskapten för USA:s herrlandslag. I januari 2023 tog han även över som huvudtränare i norska Fjellhammer IL.
Hedin deltog som spelare vid två OS, 1992 i Barcelona och 1996 i Atlanta.

## Familj
Robert Hedin är äldre bror till tidigare handbollsspelaren Tony Hedin.
Hedin har fyra barn, det yngsta med den tidigare handbollsspelaren Kari-Anne Henriksen.

## Klubbar

### Som spelare
- Köpingebro IF (–1980)[2]
- IFK Ystad (1980–1982)[2]
- Ystads IF (1982–1990)[2]
- Stavanger IF (1990–1992)[3]
- CB Alicante (1992–1993)
- GWD Minden (1993–1998)
- TSV St. Otmar St. Gallen (1998–2001, spelande tränare)
- SV Post Schwerin (2001–2002)
- TuS Nettelstedt-Lübbecke (2002–2003, spelande tränare)
- Ystads IF (2003–2004)[2]

### Som tränare
- TSV St. Otmar St. Gallen (1998–2001)
- TuS Nettelstedt-Lübbecke (2002–2003)
- Ystads IF (2004–2007)
- MT Melsungen (2007–2009)
- Norges herrlandslag (2008–2014)
- Aalborg Håndbold (2011–2012)
- Bregenz Handball (2014–2017)
- USA:s herrlandslag (2018–)
- Fjellhammer IL (2023–)